# La Volonté de Mabel

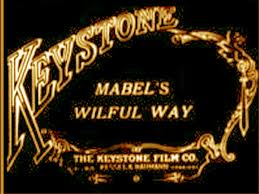
Ecran de titre du film

La Volonté de Mabel (Mabel's Wilful Way) est un film américain réalisé par Roscoe Arbuckle, produit par Mack Sennett et sorti en 1915.

## Fiche technique
- Titre original : Mabel's Wilful Way
- Réalisation : Roscoe Arbuckle
- Producteur : Mack Sennett
- Société de production : Keystone Studios
- Distributeur : Mutual Film
- Lieu de tournage : Idora Park, Oakland, Californie[2]
- Durée : 1 bobine[3]
- Date de sortie : 1er mai 1915

## Distribution
- Mabel Normand : Mabel
- Roscoe 'Fatty' Arbuckle : Fatty
- Joe Bordeaux : Policier
- Glen Cavender
- Alice Davenport : mère de Mabel
- Edgar Kennedy : Fatty's pal
- Al St. John